# Hoàng Duy Chinh
Hoàng Duy Chinh (sinh ngày 15 tháng 9 năm 1968) là một chính trị gia người Việt Nam, dân tộc Tày. Ông hiện là Ủy viên Ban Chấp hành Trung ương Đảng Cộng sản Việt Nam khóa XIII, Ủy viên Ủy ban Thường vụ Quốc hội, Phó Chủ tịch Thường trực Hội đồng Dân tộc của Quốc hội, Đại biểu Quốc hội Việt Nam khóa XIV nhiệm kì 2016-2021, thuộc đoàn đại biểu Quốc hội tỉnh Bắc Kạn, nguyên Trưởng đoàn đại biểu Quốc hội tỉnh Bắc Kạn, Ủy viên Ủy ban Pháp luật của Quốc hội. Ông lần đầu ứng cử và trúng cử đại biểu Quốc hội năm 2016 ở đơn vị bầu cử số 2, tỉnh Bắc Kạn gồm có thành phố Bắc Kạn và các huyện: Bạch Thông, Chợ Đồn, Chợ Mới, được 88.431 phiếu, đạt tỷ lệ 74,09% tổng số phiếu hợp lệ.
Ông gia nhập Đảng Cộng sản Việt Nam vào ngày 7/02/1995.

## Xuất thân
Hoàng Duy Chinh sinh ngày 15 tháng 9 năm 1968 quê quán ở xã Nam Cường, huyện Chợ Đồn, tỉnh Bắc Kạn. 
Ông hiện cư trú ở tổ 8B, phường Đức Xuân, thành phố Bắc Kạn, tỉnh Bắc Kạn.

## Giáo dục
- Giáo dục phổ thông: 12/12
- Đại học Luật
- Thạc sĩ Luật
- Cao cấp lí luận chính trị

## Sự nghiệp
- 8/1996 - 12/1996: Phó Chánh Văn phòng Tòa án nhân dân tỉnh Bắc Thái
- 1/1997 - 8/1999: Phó Chánh Văn phòng rồi Chánh Văn phòng Tòa án nhân dân tỉnh Bắc Kạn
- 9/1999 - 12/2000: Phó Bí thư Tỉnh đoàn Bắc Kạn
- 1/2001 - 8/2002: Tỉnh ủy viên, Bí thư Tỉnh đoàn Bắc Kạn
- 9/2002 - 9/2005: Tỉnh ủy viên, Bí thư Huyện ủy Na Rì, tỉnh Bắc Kạn
- 10/2005 - 12/2005: Phó Trưởng Ban Tổ chức Tỉnh ủy Bắc Kạn
- 1/2006 - 6/2007: Phó Giám đốc phụ trách rồi Giám đốc Sở Nội vụ Bắc Kạn
- 7/2007 - 9/2010: Bí thư Ban Cán sự Đảng, Chánh án Tòa án nhân dân tỉnh Bắc Kạn 
- 10/2010 - 7/2013: Tỉnh ủy viên, Bí thư Ban Cán sự Đảng, Chánh án Tòa án nhân dân tỉnh Bắc Kạn
- 8/2013 - 12/2013: Tỉnh ủy viên, Phó Chủ tịch HĐND tỉnh Bắc Kạn nhiệm kỳ 2011-2016
- 1/2014 - 9/2014: Ủy viên Ban Thường vụ Tỉnh ủy, Phó Chủ tịch HĐND tỉnh Bắc Kạn nhiệm kỳ 2011-2016
- 10/2014 - 9/2015: Ủy viên Ban Thường vụ Tỉnh ủy, Phó Chủ tịch UBND tỉnh Bắc Kạn nhiệm kỳ 2011-2016
- 10/2015 - 4/2019: Phó Bí thư Tỉnh ủy Bắc Kạn khóa XI, nhiệm kỳ 2015-2020
- 5/2019 -10/2020: Phó Bí thư Thường trực Tỉnh ủy Bắc Kạn khóa XI, nhiệm kỳ 2015-2020
- 27/10/2020: Tại Hội nghị lần thứ nhất Ban Chấp hành Đảng bộ tỉnh Bắc Kạn khóa XII, đồng chí được bầu giữ chức Bí thư Tỉnh ủy khóa XII, nhiệm kỳ 2020-2025
- 30/1/2021: Tại Đại hội đại biểu toàn quốc lần thứ XIII của Đảng, đồng chí được bầu là Ủy viên Trung ương Đảng khóa XIII, nhiệm kỳ 2021-2026.